# Норт-Міддлтон Тауншип (округ Камберленд, Пенсільванія)
Норт-Міддлтон Тауншип (англ. North Middleton Township) — селище (англ. township) в США, в окрузі Камберленд штату Пенсільванія. Населення — 12 039 осіб (2020).

## Демографія
Згідно з переписом 2010 року, у селищі мешкали 11 143 особи в 4378 домогосподарствах у складі 3118 родин. Було 4634 помешкання
Расовий склад населення:
| - 91,6 % — білих - 3,9 % — чорних або афроамериканців - 1,4 % — азіатів - 0,2 % — корінних американців |

До двох чи більше рас належало 2,2 %. Частка іспаномовних становила 2,7 % від усіх жителів.
За віковим діапазоном населення розподілялося таким чином: 23,5 % — особи молодші 18 років, 61,3 % — особи у віці 18—64 років, 15,2 % — особи у віці 65 років та старші. Медіана віку мешканця становила 41,4 року. На 100 осіб жіночої статі у селищі припадало 96,2 чоловіків;  на 100 жінок у віці від 18 років та старших — 92,6 чоловіків також старших 18 років.
Середній дохід на одне домашнє господарство  становив 74 028 доларів США (медіана — 65 221), а середній дохід на одну сім'ю — 80 332 долари (медіана — 74 413). Медіана доходів становила 49 196 доларів для чоловіків та 32 426 доларів для жінок. За межею бідності перебувало 8,6 % осіб, у тому числі 13,3 % дітей у віці до 18 років та 2,5 % осіб у віці 65 років та старших.
Цивільне працевлаштоване населення становило 5768 осіб. Основні галузі зайнятості: освіта, охорона здоров'я та соціальна допомога — 18,8 %, роздрібна торгівля — 17,7 %, виробництво — 14,4 %.